# Johan Neeskens
Pour les articles homonymes, voir Neeskens.
Johan Neeskens, né le 15 septembre 1951 à Heemstede (Pays-Bas) et mort le 6 octobre 2024 à Alger (Algérie), est un footballeur international néerlandais, ayant évolué au poste de milieu de terrain, avant de devenir entraîneur.
Joueur légendaire des Pays-Bas et de l'Ajax d'Amsterdam, Neeskens commence sa carrière au Racing Club Heemstede, dans sa ville natale.
À 19 ans, il est recruté par l'Ajax Amsterdam où il connaît rapidement ses premiers succès, notamment européens. Lui et son équipe remportent trois Coupes d'Europe des clubs champions consécutives lors de ses trois premières saisons. Johan fait partie, avec Rinus Michels et Johan Cruyff, de l'équipe développant le « football total » qui domine l'Europe dans les années 1970.
En 1974, il part pour le FC Barcelone, retrouver Michels et Cruyff. Malgré des résultats mitigés, Johan est rapidement adopté et remporte une C2 lors sa dernière saison.
Il part ensuite pour les New York Cosmos où il joue cinq saisons. En 1991, après sept saisons à effectuer des piges aux États-Unis, aux Pays-Bas et en Suisse, Johan Neeskens prend sa retraite et devient entraîneur. Après des premiers pas dans de faibles divisions, il devient assistant des sélections néerlandaise puis australienne, du FC Barcelone et de Galatasaray. Entre-temps, il est entraîneur principal du NEC Nimègue au début des années 2000, puis du Mamelodi Sundowns en 2011-2012.
Double finaliste de la Coupe du monde en 1974 et 1978, Neeskens termine aussi troisième à l'Euro 1976 avec les Pays-Bas. Avec l'Ajax Amsterdam, il remporte deux championnats, deux Coupes des Pays-Bas, trois Coupes d'Europe des clubs champions, une Supercoupe d'Europe et une Coupe intercontinentale. Avec le FC Barcelone, il conquiert une Coupe du Roi et une Coupe des Coupes. En onze années de carrière internationale, Neeskens ne dispute que 49 matches avec les Pays-Bas, dont un quart de ces rencontres en Coupe du monde.
Johan Neeskens est connu comme l'un des milieux de terrain les plus complets de l'histoire. Il préfigure les milieux défensifs modernes grâce à sa combativité et son nombre important de ballons récupérés par match. Neeskens est le comparse de Johan Cruyff tout au long des années 1970, que ce soit à l'Ajax, au FC Barcelone, en sélection des Pays-Bas ou en North American Soccer League. Les deux génies néerlandais sont rapidement devenus indissociables dans l’imaginaire populaire. Les supporters catalans résument ce sentiment en le baptisant « Johan Segon » (Johan le second).
Johan Neeskens est aussi indissociable des grandes années de l'Ajax et de l'équipe des Pays-Bas dans les années 1970. Il fait partie du Club des Cent.

## Biographie

### Baseball et formation de footballeur
Johannes Neeskens naît le 15 septembre 1951 à Heemstede, village médiéval de 25 000 âmes située sur les rives de la rivière Spaarne dans le nord de la Hollande. Mince et svelte depuis l'enfance, il devient rapidement célèbre dans le collège de Heemstede pour sa capacité à réussir dans tout type de sport.
Neeskens intègre son premier club de football à l'âge de 8 ans, dans sa ville natale. Au Racing Club Heemstede, une section baseball existe, qu'il intègre en parallèle l'année suivante. À quatorze ans, Neeskens gagne le prix du meilleur batteur avec l'équipe de baseball des Pays-Bas lors d'un championnat européen pour les jeunes dans les années 1960 à Rome. Johan continue ce sport jusqu'à ses seize ans avant de préférer le football,. Pour autant, lors de sa signature à l'Ajax Amsterdam, il a l'occasion de passer trois mois aux États-Unis au sein des Chicago Cubs. Johan est également doué pour le basketball et il lui arrive de passer gardien de but à l'entraînement.
Pour la saison 1968-1969, Johan Neeskens intègre l'équipe première du RC Heemstede. Il joue 34 rencontres lors de ce premier exercice. La saison suivante, Neeskens joue autant et inscrit son premier but. Lors de ces deux premières saisons de haut niveau avec le Racing, Neeskens joue ainsi près de 70 matches de seconde division hollandaise, évoluant comme arrière droit. À l'été 1970, il est recruté par l'Ajax Amsterdam.

### Âge d'or avec l'Ajax Amsterdam (1970-1974)

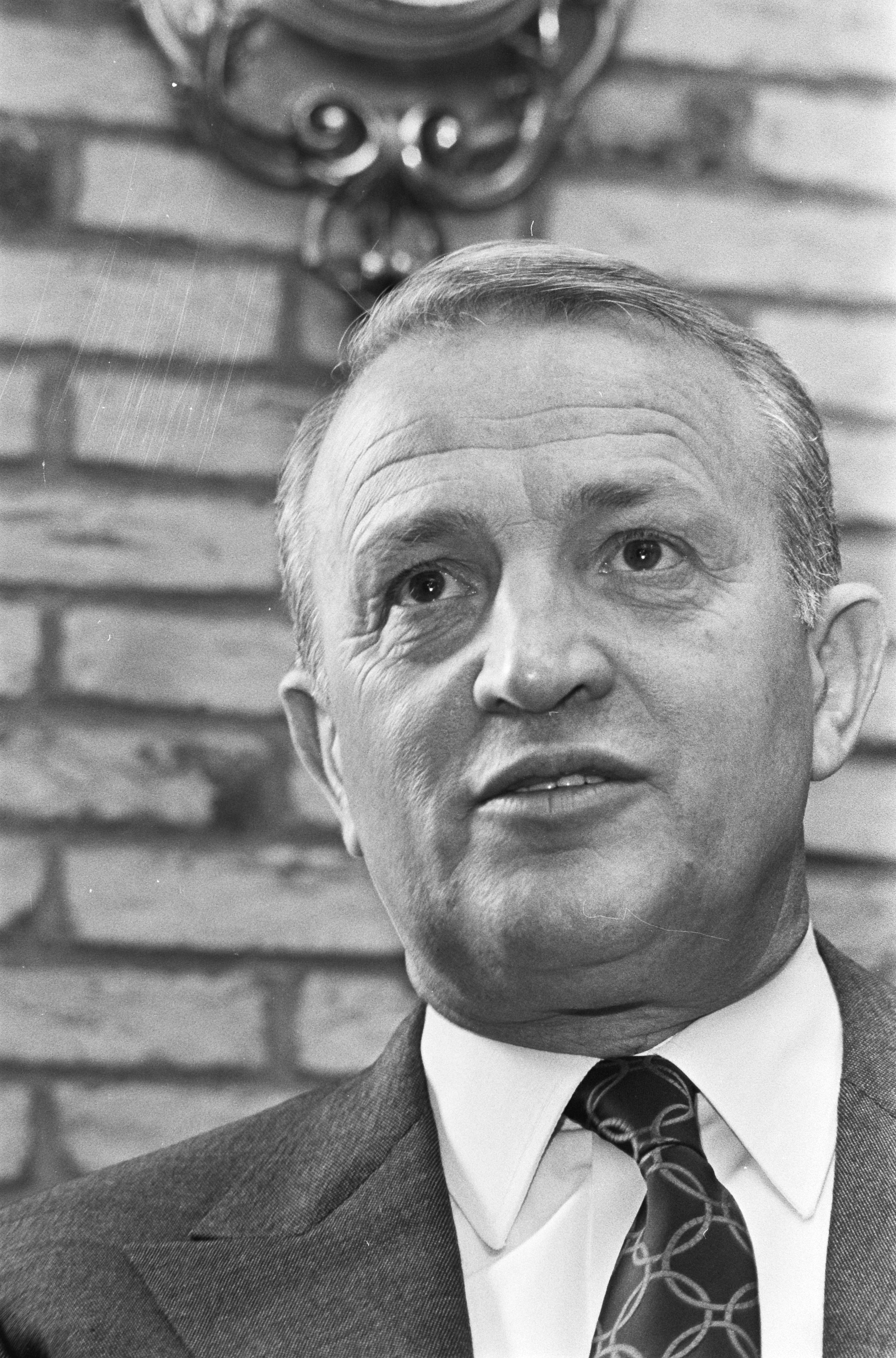
Avec Kovacs, Neeskens devient décisif à l'Ajax.

Johan Neeskens est remarqué par les observateurs de l'Ajax Amsterdam. Le club décide de s'acheter ses services sur les conseils de son ancien joueur Arie van Eijden (nl). Quand il arrive à l'Ajax, les Lanciers viennent d'être battus 4 à 1 par l'AC Milan en finale de la coupe des champions. Dans une équipe qui comprend notamment dans ses rangs Rudi Krol et Johan Cruijff.
Lors de sa première saison, Neeskens évolue principalement en tant qu'arrière droit. Grâce à sa polyvalence, il renforce l'équipe en défense ou au milieu de terrain, voire en attaque. Ses performances sont remarquées et, à 19 ans, les portes de l'équipe nationale s'ouvrent déjà. En coupe des clubs champions européens 1970-1971, l'Ajax domine facilement tous ses adversaires (4-2 Nentori Tirana, 5-1 FC Bâle, 3-1 Celtic Glasgow et 3-1 Atletico Madrid) et arrive en finale à Wembley face au Panathinaïkos de Ferenc Puskás. Le championnat est déjà perdu face au Feyenoord, l'équipe est fatiguée mais gagne 2-0. Le style de jeu dit « football total » de l'entraîneur Rinus Michels est alors une révolution au niveau européen.

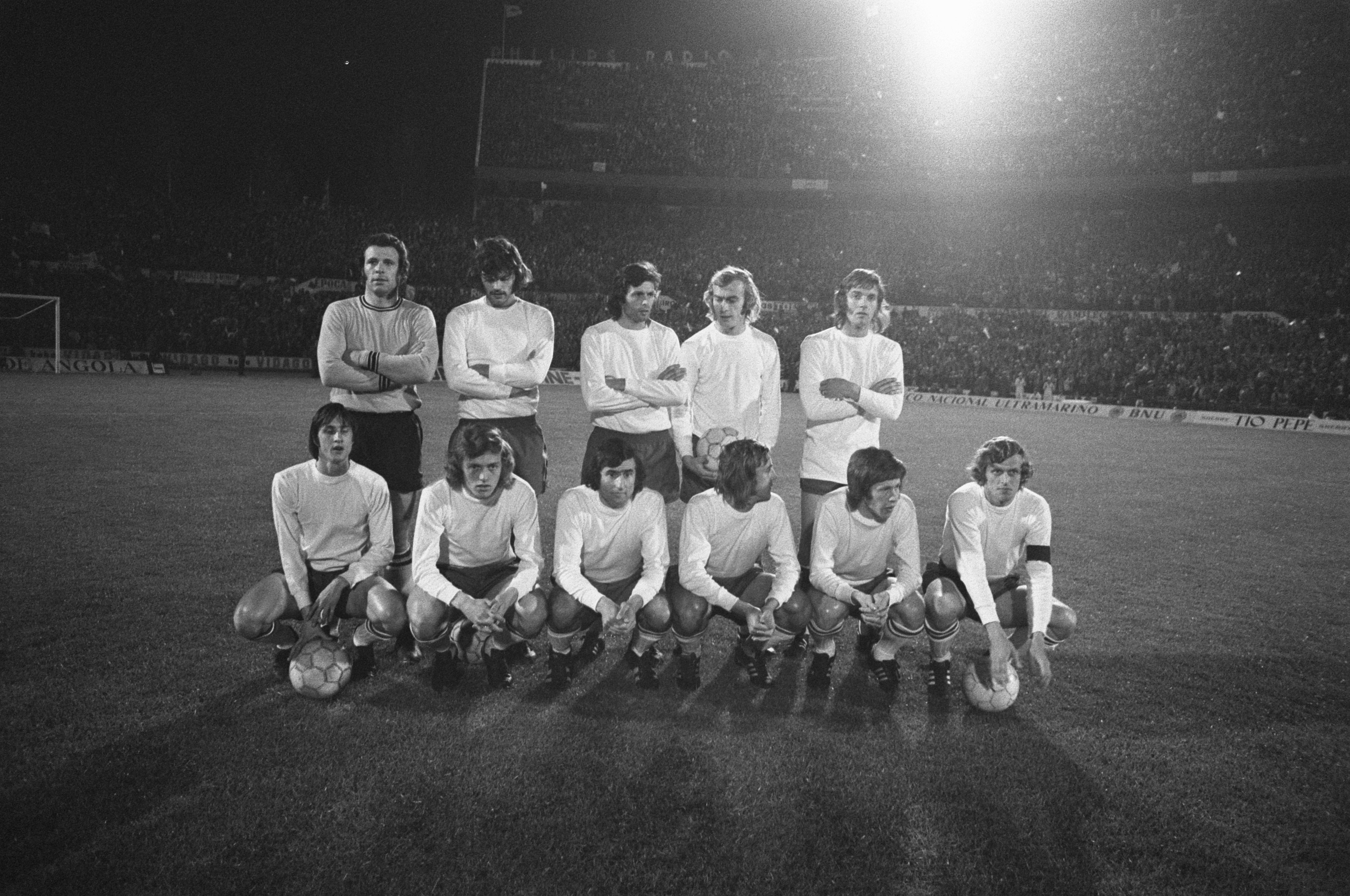
Neeskens (debout à d.) avec l'Ajax lors de la C1 1971-1972.

Michels parti au FC Barcelone, c'est Stefan Kovacs qui est désigné comme nouvel entraîneur de l'équipe. Rien ne change alors, et le championnat 1971-1972 est une formalité avec une seule défaite. Le jeune Neeskens, replacé milieu de terrain, marque dix buts en 28 matchs. À nouveau en finale de la coupe des champions, l'Ajax conserve son titre et l'emporte 2-0 contre l'Inter Milan grâce à un doublé de la star de l'équipe Johan Cruyff. Le club remporte ensuite la Coupe intercontinentale 1972 contre les Argentins d'Independiente : 1-1 puis 3-0 à Amsterdam.
En 1972-1973, l'Ajax remporte sa troisième Coupe des clubs champions consécutive, en battant la Juventus FC en finale, après avoir écrasé en quarts-de-finale,4-0 puis 1-2 à Munich, le Bayern Munich qui sera vainqueur de la coupe l'année d’après et les deux suivantes. En trois saisons européennes, l'Ajax gagne ses quatorze matchs à domicile avec 34 buts marqués pour seulement 3 encaissés. Le club bat ensuite les Glasgow Rangers et remporte la première Supercoupe d'Europe (3-1 à l'aller, puis 3-2 au retour pour l'Ajax). En championnat, l'équipe est sacrée en marquant plus de 100 buts.
À la suite du départ de Johan Cruyff au FC Barcelone, l'Ajax perd de sa qualité de jeu et voit ses ambitions amoindries. Jusqu'à présent encore régulièrement utilisé comme défenseur, Neeskens est placé meneur de jeu à la suite du départ de Cruyff. Au début de l'exercice 1973-1974, le club gagne tout de même une nouvelle Supercoupe d'Europe en battant le Milan AC (1-0 au match aller pour Milan, 6-0 au retour pour l'Ajax). Au terme de la saison, Neeskens rejoint Michels et Cruyff au Barça.

### FC Barcelone (1974-1979)

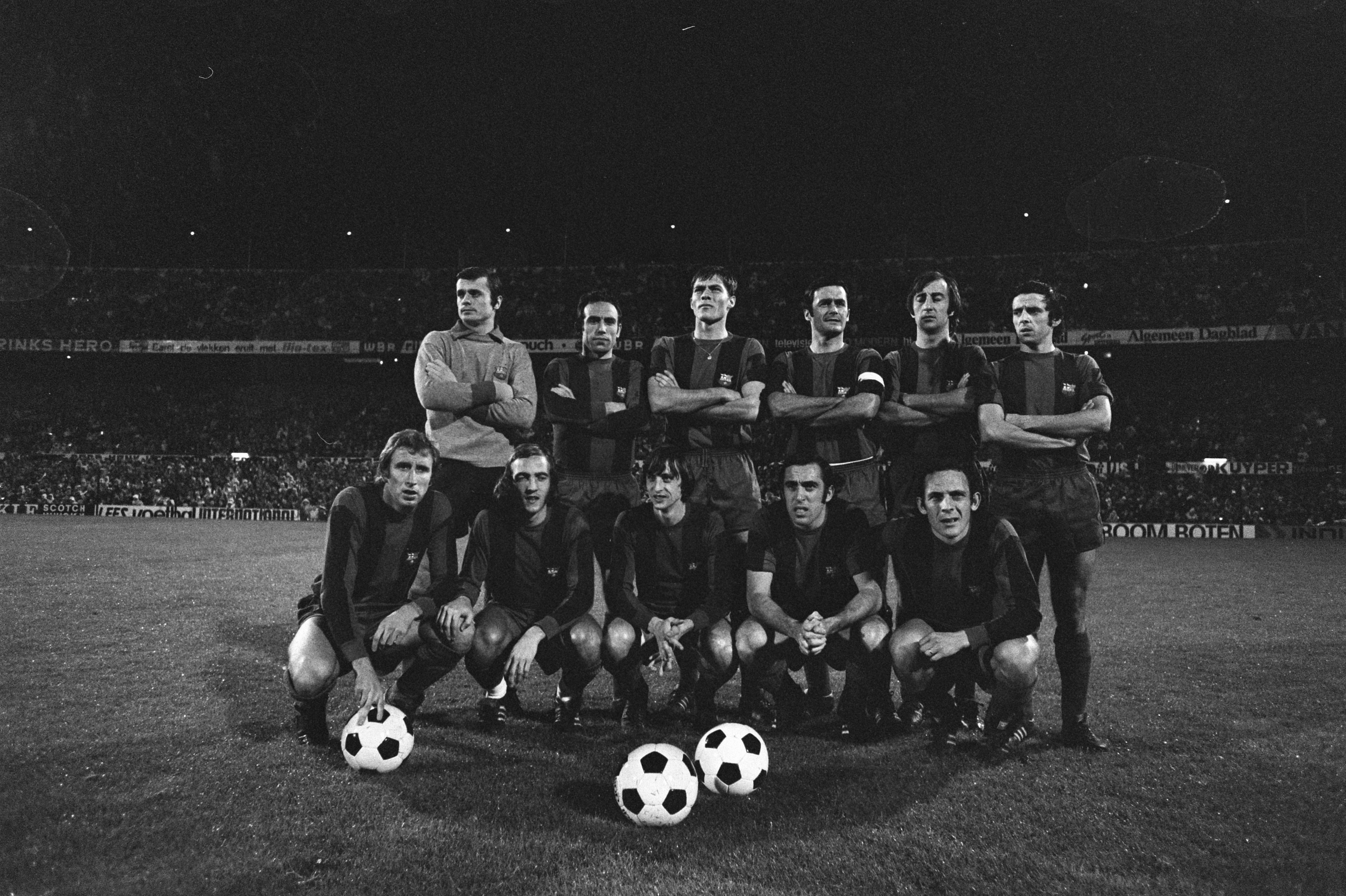
Neeskens (2e accroupi à g.) en C1 1974-75 avec le Barça.

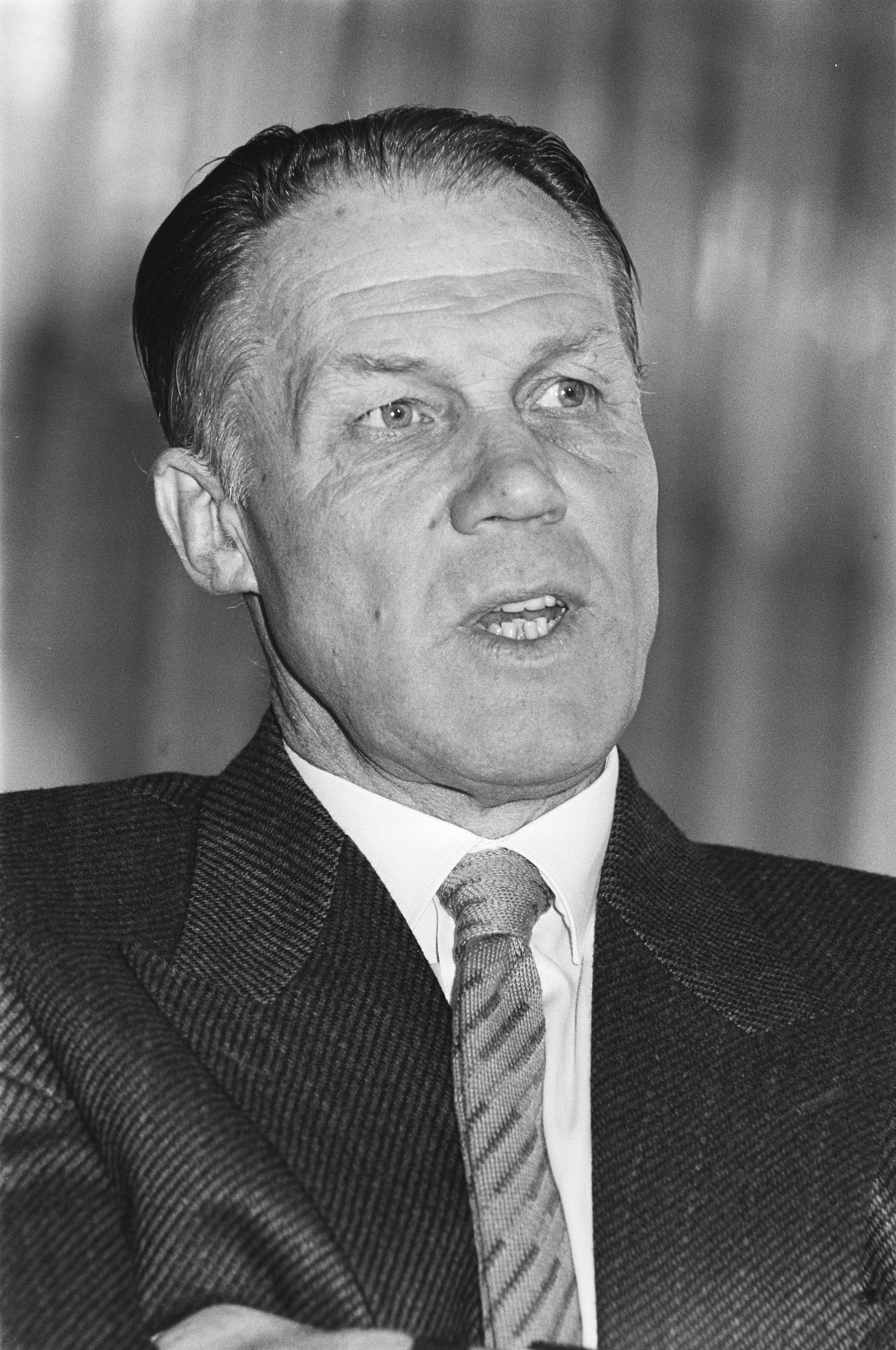
Rinus Michels, qui le fait venir à l'Ajax puis au Barça.

Lorsqu'il arrive au FC Barcelone, Johan Neeskens débarque dans une équipe championne en titre, contrôlée par son ancien entraîneur Rinus Michels et son meneur de jeu Johan Cruyff. En 1974-1975, le Barça termine troisième de Liga et échoue en demi-finale de la Coupe des clubs champions européens. Lors de cette première saison, Neeskens doit prouver son talent, remplaçant l'avant-centre péruvien Hugo Sotil idolâtré par les supporters, pour occuper une des deux places étrangères avec Cruyff.
Pour l'exercice 1975-1976, Neeskens monte en puissance. Il inscrit douze des 61 buts de son équipe en championnat pour une place de vice-champion. En Coupe UEFA 1975-1976, ses six buts en neuf matchs permettent d'atteindre une nouvelle fois les demi-finales. Neeskens reçoit le Prix Don Balón du meilleur joueur étranger du championnat d'Espagne en 1976. Ces performances et sa cote de popularité lui permettent de jouer avec l'équipe de Catalogne pour affronter l'URSS, la même année, pour le seul match de cette équipe non reconnue internationalement entre 1968 et 1997.
Celui surnommé « Johan Segon » (Johan le second), en rapport à son entente avec Cruyff, ne parvient pas à garder cette efficacité pour la saison 1976-1977 où le Barça est à nouveau vice-champion, à un point du premier, et quart-de-finaliste de la Coupe UEFA. En 1977-1978, le club enchaîne une troisième seconde place en Liga et une nouvelle demi-finale de C3. En fin de saison, les Catalans se déplacent au Stade José Rico Pérez, l’antre d’Alicante. Au toilette, le président du club, Josep Lluís Núñez, demande au Hollandais de lui glisser un rouleau de papier toilette. Johan Neeskens refuse alors et déclenche l’ire de son président. Nunez promet de le vendre au prochain mercato, choqué par ce manque de respect,. En fin de saison, le FC Barcelone remporte la Coupe d'Espagne, Neeskens ne prend part qu'au 39 premières minutes du match avant d'être remplacé.
Lors de la saison 1978-1979, le Barça remporte sa première compétition européenne avec la Coupe d'Europe des vainqueurs de coupe. En finale face au Fortuna Düsseldorf, le FC Barcelone s'impose 4-3 après prolongation et Neeskens joue tout le match. En championnat, l'équipe termine à une piètre cinquième place. Comme promis par le président un an plus tôt, à 29 ans, le Hollandais quitte le Barça pour le New York Cosmos.

### New York Cosmos (1979-1984)

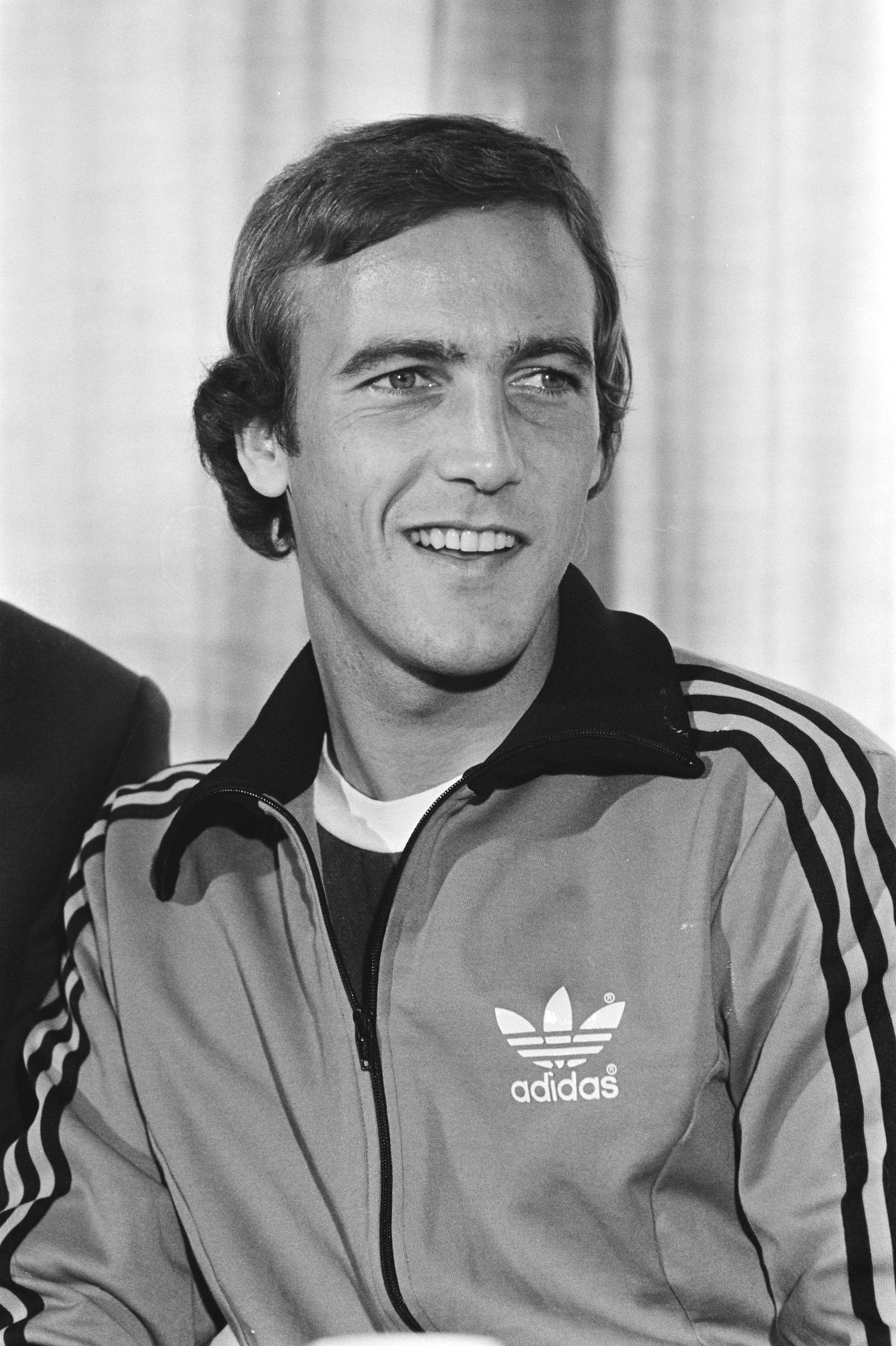
Johan Neeskens en 1981.

En 1979, au sortir de cinq années barcelonaises relativement pauvres en trophées, mais qui ont achevé de faire de lui l'un des plus grands joueurs d'Europe, Neeskens part monnayer son talent au New York Cosmos. Le club a alors connu la présence de Pelé et compte toujours dans ses rangs le Brésilien Carlos Alberto et l'Allemand Franz Beckenbauer. Mais, à 28 ans, Neeskens n'est plus le même, physiquement parlant. Ses meilleures années sont derrière lui et le physique commence à l'abandonner.
Lors du championnat 1979, les joueurs du Cosmos sont éliminés en finale de conférence par les futurs champions. Lors de l'édition 1980, les New-yorkais renouent avec la victoire avec un 4e titre mais voient le départ en fin de saison de Beckenbauer et Carlos Alberto. C'est la fin du « Cosmos super-star ». Lors de la saison 1981, le club échoue en finale du championnat.
L'exercice 1982 voit le retour de Carlos Alberto et l'équipe remporte son 5e et dernier titre de champion. Carlos Alberto ayant pris sa retraite, Beckenbauer revient à son tour en 1983. Mais les vert et blanc sont éliminés en quarts de finale. Le 6 juin 1983, la Cosmos bat les Seattle Sounders (4-1) pour remporter sa deuxième Coupe trans-atlantique (en).
Au début des années 1980, une OPA ratée force tout de même le club à vendre ses meilleurs éléments. Le 28 mai 1984, le Cosmos bat le célèbre FC Barcelone 5-3 et remporte sa troisième et dernière Coupe Trans-Atlantique. Pour la saison 1984, le club ne se qualifie pas pour les play-off. Son déclin entraine alors celui de la NASL. Neeskens quitte le club.

### En équipe nationale (1970-1981)

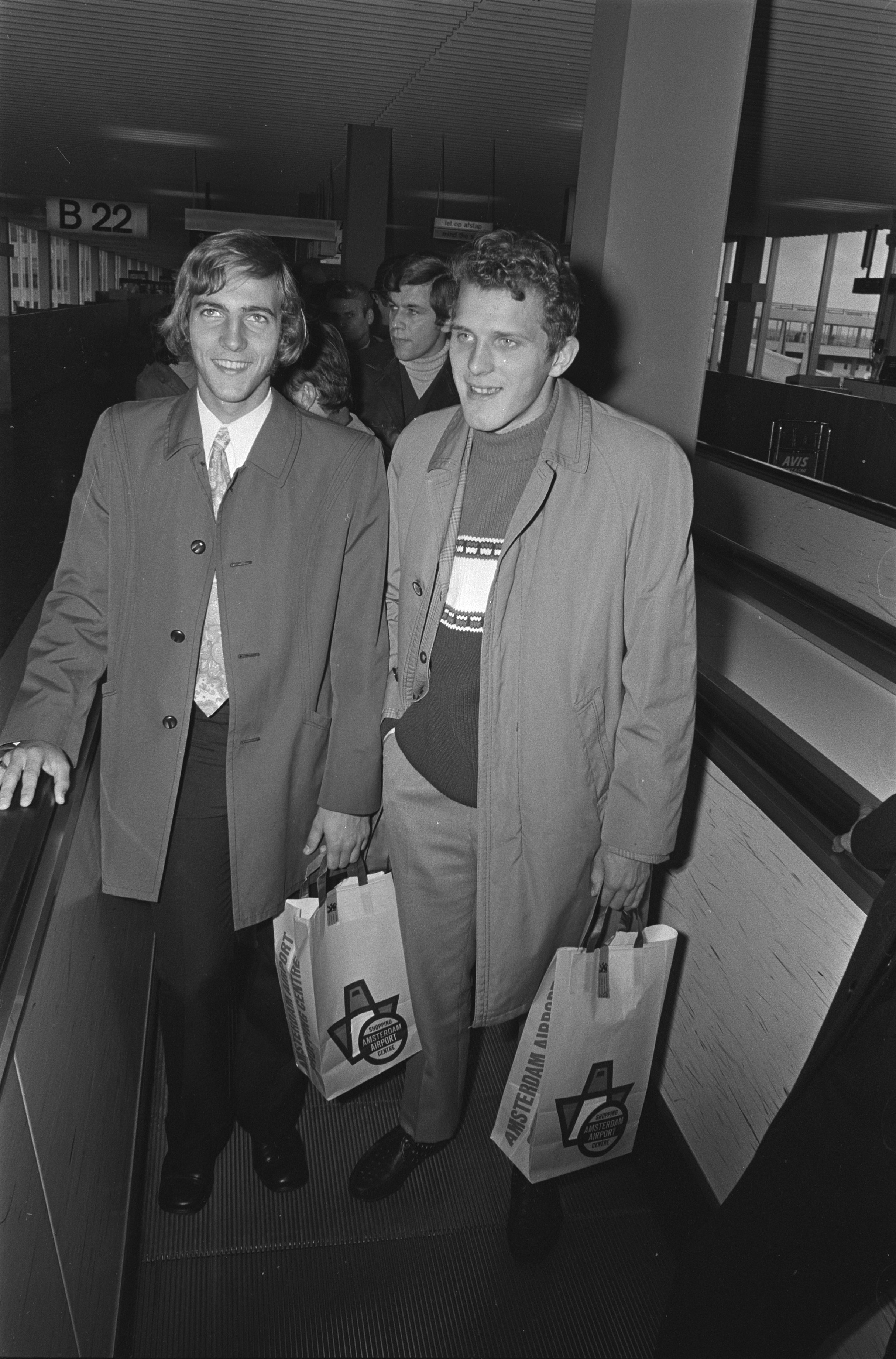
Neeskens (à g.) lors de son 1er rassemblement fin 1970.

À 19 ans, les portes de l'équipe nationale sont déjà ouvertes pour Johan Neeskens. Aussi polyvalent que déjà charismatique, le jeune Neeskens s'adapte presque immédiatement au niveau du football international, démontrant une maturité au dessus de la moyenne, après quelques mois seulement à l'Ajax Amsterdam alors qu'il jouait encore en deuxième division quelques mois plus tôt. Neeskens connaît sa première sélection le 11 novembre 1970 et un match contre l'équipe d'Allemagne de l'Est à Dresde dans le cadre des qualifications au championnat d'Europe 1972 (défaite 1-0),. Les Pays-Bas n’obtiennent pas leur participation à l'épreuve.
Les Néerlandais se qualifient pour le Mondial 1974, leur première phase finale de Coupe du monde depuis 36 ans, en infligeant notamment un 9-0 aux Norvégiens et un triplé de Neeskens. Bien qu'il réussisse à qualifier les Pays-Bas, le sélectionneur František Fadrhonc (en) est remplacé par Rinus Michels, premier entraîneur de Neeskens à l'Ajax, peu avant le début de la compétition. Les années 1970 voient l'invention du Totaalvoetbal en français : « football total », reposant sur une permutation des postes durant les matchs, mis au point notamment par l'Ajax Amsterdam de Neeskens, du meneur de jeu Johan Cruijff et l'entraîneur Michels, qui gère donc l'équipe nationale en 1974.

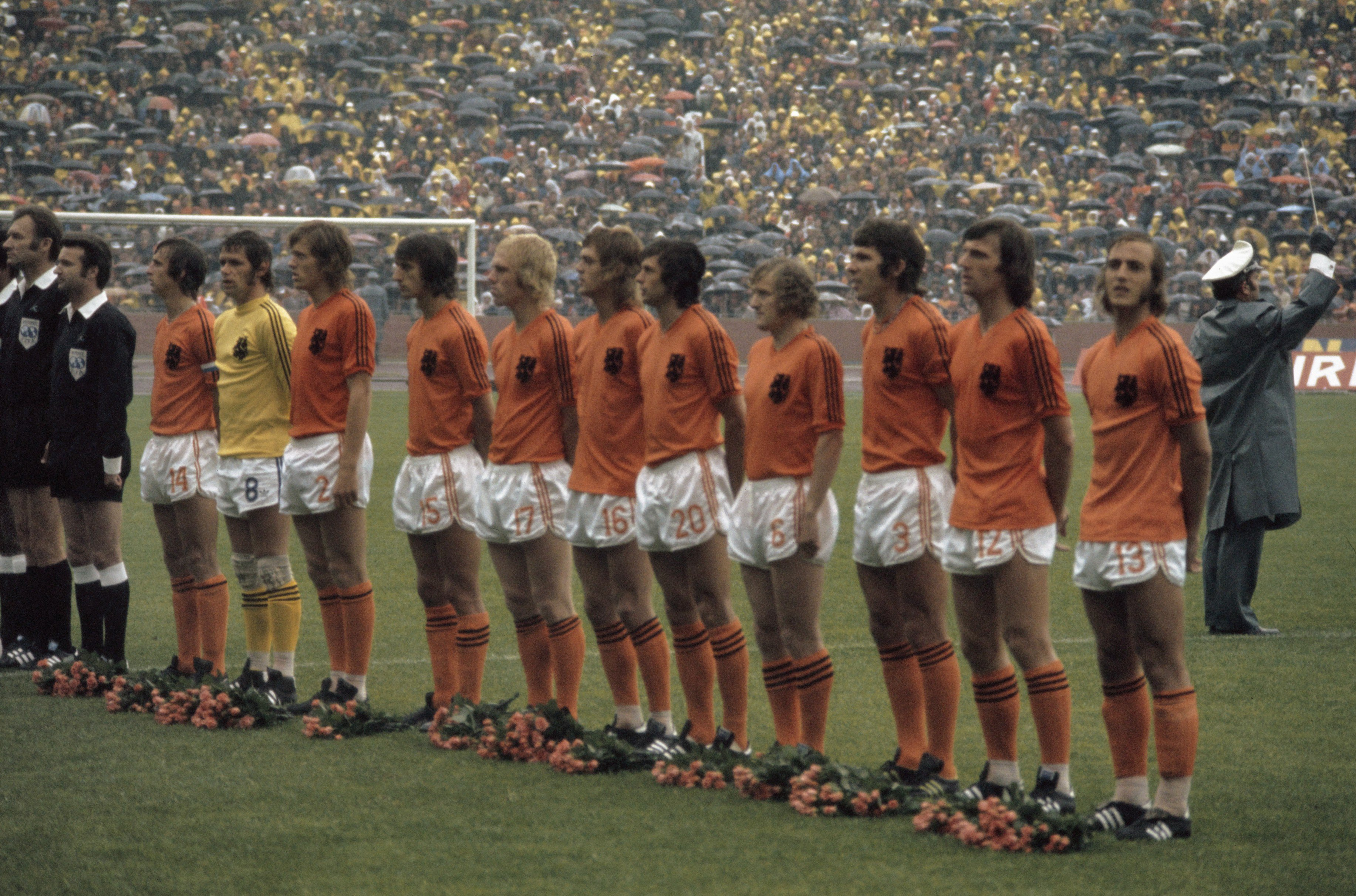
Neeskens (1er à d.) avec la sélection hollandaise en 1974.

Lors de la Coupe du monde 1974, en Allemagne, les Pays-Bas battent l'Uruguay (2-0), font un match nul et vierge avec la Suède et disposent de la Bulgarie au premier tour (4-1, doublé de Neeskens). Les Oranjes continuent leur jeu éblouissant en écrasant l'Argentine (4-0), avant de l'emporter sur l'Allemagne de l'Est puis le Brésil sur le même score (2-0). Son but en finesse contre les tenants du titre brésilien au second tour est synonyme de qualification pour la finale. Les Pays-Bas se qualifient ainsi pour leur première finale de Coupe du monde. Neeskens est l'un des symboles de cette révolution du jeu qu'est le football total. Le milieu inscrit le seul but de son équipe sur penalty dès la deuxième minute. Il s'agit du but le plus rapidement marqué et le premier penalty transformé en finale d'une Coupe du monde. Déjà auteur de deux buts dans cet exercice, Neeskens prend ses responsabilités et trompe Sepp Maier en frappant fort au centre du but. Mais sa formation va ensuite déjouer, et l'Allemagne va revenir dans le match (1-2). À 22 ans, son rôle plutôt défensif ne l'empêche pas de terminer à la deuxième place du classement des buteurs, avec cinq réalisations (dont 3 penalties). Il est la révélation du tournoi.

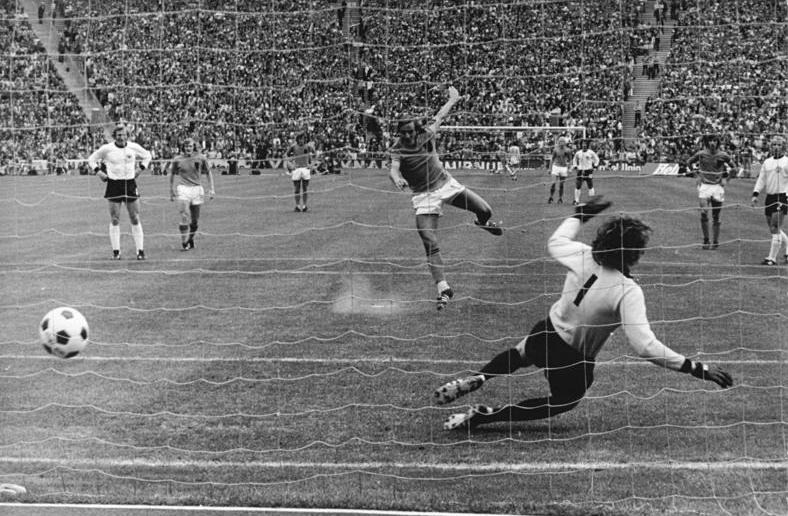
Neeskens ouvrant le score en finale du Mondial 1974 contre la RFA.

Après la Coupe du monde, l'équipe joue la phase de qualification du Championnat d'Europe 1976. Au sein d'un groupe délicat, l'équipe néerlandaise est accompagnée des sélections d'Italie, de Pologne et de Finlande. Les Oranjes terminent premiers devant les Polonais à la différence de buts et avec un point de plus que les Italiens. En phase finale, ils tombent face aux Belges en quart de finale (5-0 et 2-1) mais Neeskens ne prend pas part aux rencontres. En demi-finale et confrontés à des luttes internes avec l'entraîneur George Knobel, ils sont défaits par les Tchécoslovaques en prolongation (1-3). Neeskens est exclu durant la rencontre. Les Néerlandais se classent troisièmes contre les Yougoslaves (3-2 ap) à nouveau sans Neeskens.
En 1976, Johan Neeskens est aussi sélectionné dans l'équipe de Catalogne pour affronter l'URSS. Cette rencontre est le premier match de l'équipe non-reconnue internationalement depuis 1968 (et avant 1997). Les Catalans font match nul (1-1) grâce à un but de Neeskens.

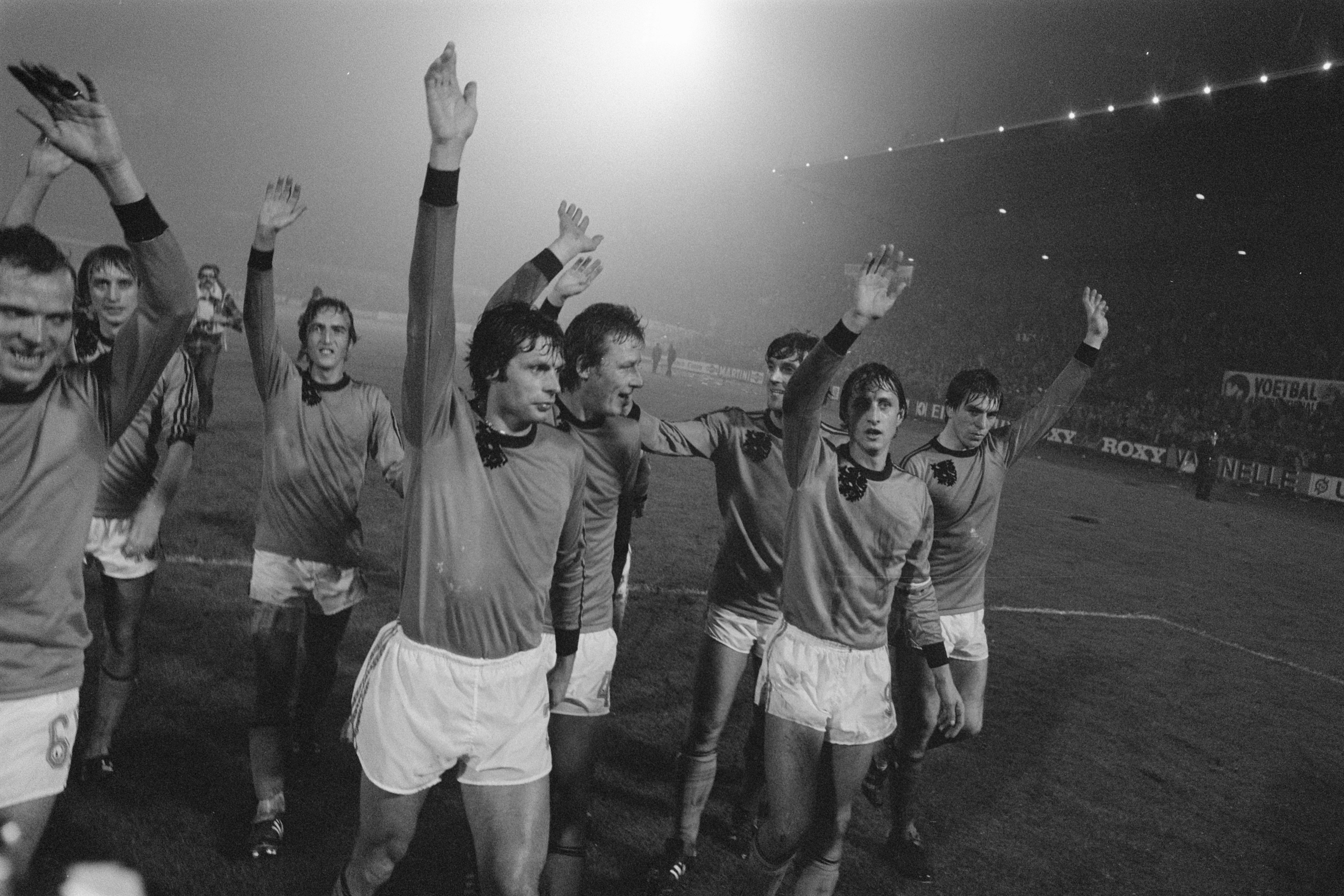
Neeskens (3e à g.) avec les Oranjes fin 1977.

Les hommes d'Ernst Happel sortent aisément des éliminatoires de la Coupe du monde 1978, remportant cinq de leurs six matchs et ne concédant qu'un match nul contre l'Irlande du Nord. Les Néerlandais sont moins impressionnants en phase de groupes, ne se qualifiant qu'à la différence de buts aux dépens de l'Écosse, après une victoire sur l'Iran (3-0), un match nul et vierge avec le Pérou et une défaite contre l'Écosse (2-3). Dans la deuxième phase de groupes, les Pays-Bas terminent en tête en écartant l'Italie (2-1), l'Autriche (5-1) et l'Allemagne de l'Ouest (2-2) de la course vers la finale face au pays organisateur. Face à l'Argentine, Johan Neeskens et ses coéquipiers s'inclinent en prolongation (1-3), lors d'une édition controversée et dans un contexte pesant du fait de la dictature militaire instaurée par le Général Videla. En l'absence de Cruyff, Neeskens s'est imposé comme un rouage essentiel de la machine néerlandaise. 
Jan Zwartkruis prend alors la gestion de l'équipe nationale et Johan Nesskens, moins en réussite au FC Barcelone avant de partir au New York Cosmos, est moins sollicité. Il ne prend part qu'à deux rencontres fin 1978, deux en 1979 dont un jubilé et aucune en 1980. Fin 1981, Neeskens est rappelé pour prendre part à deux matchs comptant pour les éliminatoires de la Coupe du monde 1982. Le match contre la France (défaite 0 à 2) est son dernier. Celui-ci est le dernier du tour préliminaire qui voit les Néerlandais ne pas se qualifier pour le Mondial 1982.
En 1982, Neeskens connaît une sélection en équipe d'Europe pour jouer face à celle de la FIFA.
Trevor Francis, l'ancien attaquant de l'Angleterre, estime : « S'il n'était pas resté dans l'ombre de Cruyff, sa notoriété serait toute autre. Il était la clé de voûte de cette grande équipe néerlandaise ». En onze années de carrière internationale, Neeskens ne dispute que 49 matches avec les Pays-Bas. Il participe à douze rencontres de Coupe du Monde, ce qui représente un quart de l'ensemble de ses sélections.

### Fin dans des clubs moins huppés (1985-1991)
En janvier 1985, Johan Neeskens retourne jouer en première division hollandaise, au FC Groningen. En Eredivisie 1984-1985, l'équipe échoue à la cinquième place, à un point d'une qualification européenne.
Mi-juin 1985, le South Florida Sun (en) engage pour trois ans Johan Neeskens. Le Hollandais ne joue néanmoins qu'un seul match de championnat pour le Sun avant que la ligue refuse le transfert.
Après l'effondrement de la NASL, Neeskens rejoint les Kansas City Comets (en) pour participer à la Major Indoor Soccer League.
En 1991, à l'âge de 40 ans, il met un terme à sa carrière après avoir évolué sur les pelouses suisses,.

### Reconversion comme entraîneur (depuis 1991)

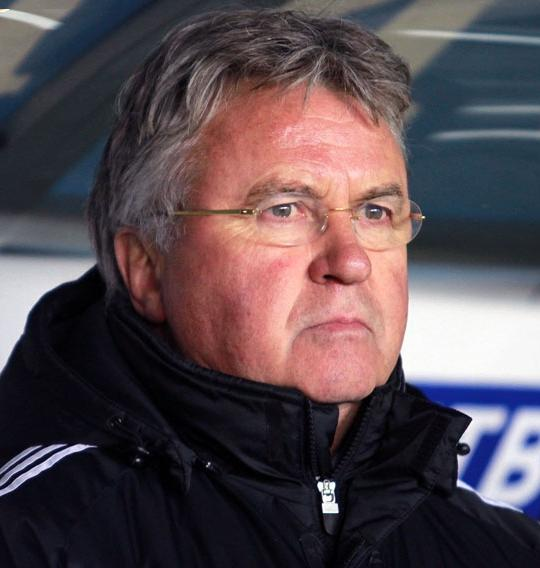
De 1995 à 1998 puis en 2005-06, Neeskens est adjoint de Guus Hiddink.

Après avoir pris sa retraite, Johan Neeskens devient entraîneur. Il débute en prenant en charge le SC Zoug dès 1991 après avoir raccroché les crampons. Lors de la saison 1991-1992 de D2 suisse, malgré son maintien obtenu, le SC Zoug n'obtient pas sa licence pour la saison suivante et est relégué en 1re Ligue. En D3 1992-1993, le club termine treizième et premier relégable. Neeskens quitte son poste.
En 1995-1966, il intègre le club allemand de FC Singen 04.
De 1995 à 2000, Neeskens est sélectionneur adjoint de l'équipe des Pays-Bas, d'abord aux côtés de Guus Hiddink jusqu'à la Coupe du monde 1998 puis Frank Rijkaard.
En 2000, Johan prend en charge le club de première division hollandaise NEC Nimègue. Il les mène en Coupe UEFA 2003-2004 avant d'être écarté faute de résultats en décembre 2004.

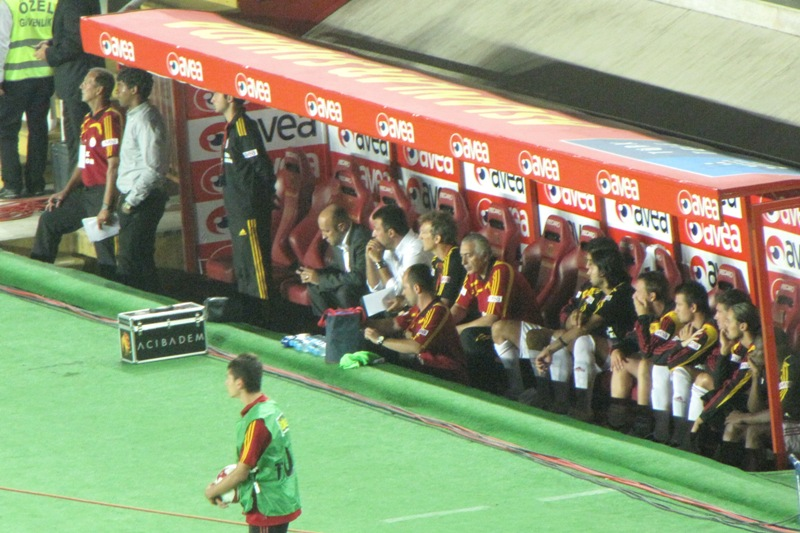
Neeskens (à g.) sur le banc de Galatasaray.

En juillet 2005, il retrouve Guus Hiddink dont il est à nouveau l'adjoint pendant un an auprès de la sélection nationale australienne jusqu'à la Coupe du monde 2006. Alors qu'Hiddink prend la tête de la sélection russe, Neeskens décide de rejoindre Frank Rijkaard, qu'il assiste au FC Barcelone de 2007 à 2008, avant de partir en même temps que son compatriote. En 2008-2009, il devient membre de l’encadrement de l'équipe B des Pays-Bas. Il suit ensuite Rijkaard sur le banc de Galatasaray en 2009-2010,.
En juin 2011, Johan Neeskens se pose sur le banc sud-africain du Mamelodi Sundowns. Après une quatrième place en championnat et une finale de coupe lors de la saison 2011-2012, il est débarqué en décembre 2012 faute de résultat.

### Décès
Johan Neeskens meurt le 6 octobre 2024 à l'âge de 73 ans, alors qu'il était en déplacement en Algérie pour la KNVB,.

## Style de jeu

### Milieu relayeur moderne

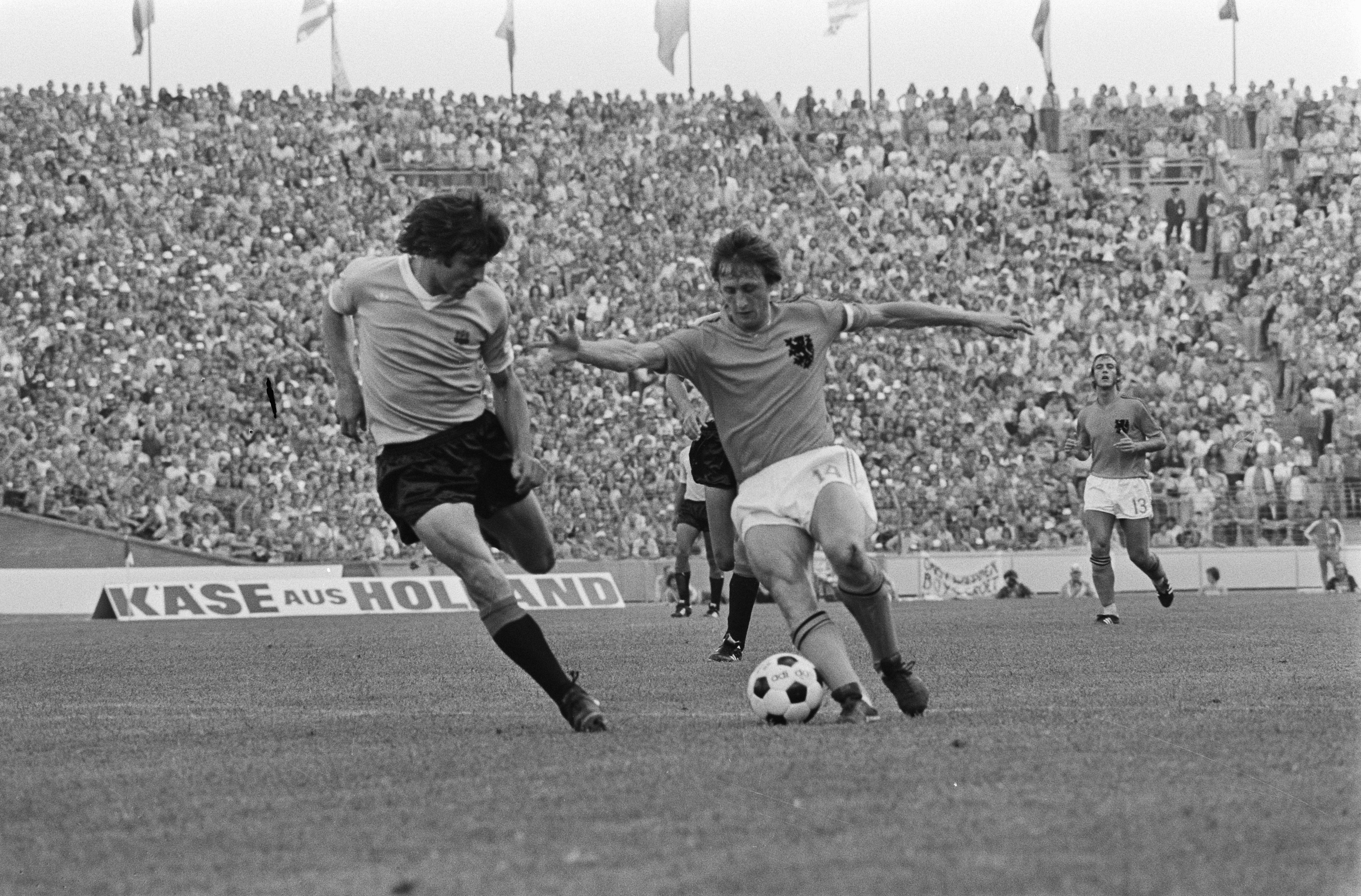
Johan Cruyff joue, couvert par Neeskens à droite.

Johan Neeskens débute en professionnel comme arrière droit d'abord au RC Heemstede puis à ses débuts à l'Ajax Amsterdam. Ce rôle correspond alors au sien aux vues de qualité et du football alors pratiqué. Il déclare lui-même : « En tant que latéral, j'ai appris l'importance de changer de rythme. Il est important à la fois pour les attaquants et pour les arrières. (...) Il est plus important de passer rapidement de 1 à 6, plutôt que de toujours aller à 10 ».
Sur le terrain, Johan Neeskens occupe ensuite un poste de milieu de terrain relayeur qui fait de lui le principal soutien du « Hollandais volant », Johan Cruyff sur le terrain. Il représente à lui seul le football total instauré par son manager à l'Ajax puis en sélection, Rinus Michels. Au sein d'une formation basée sur le jeu offensif impliquant du mouvement et des permutations, Neeskens est le joueur de l'ombre, dévoué à la défense, mais qui n'hésite jamais à remonter le ballon et tirer au but. Infatigable sur le terrain, il préfigure déjà les milieux défensifs modernes grâce à sa combativité et son nombre incalculable de ballons récupérés par match. Cadre de l'Ajax lors des débuts de Neeskens, Sjaak Swart déclare : « Il était le premier vrai joueur de « box-to-box » : je ne l'ai jamais vu rester au sol plus de 3 secondes ». Si Cruyff incarne le génie de cette génération, Neeskens en symbolise l'inépuisable énergie. Il est ainsi capable de perturber le jeu adverse par ses courses incessantes et ses tacles rageurs. Mais il est tout aussi efficace en attaque, où la justesse de ses passes et son sens du but sont souvent remarqués. Sa mobilité, son dynamisme et sa puissance permettent à Michels d'ajouter un pressing tout terrain à son Football Total. L'adjoint de Michels à l'Ajax, Bobby Haarns, décrit Neeskens comme « un kamikaze, un soldat de la ligne de front ».

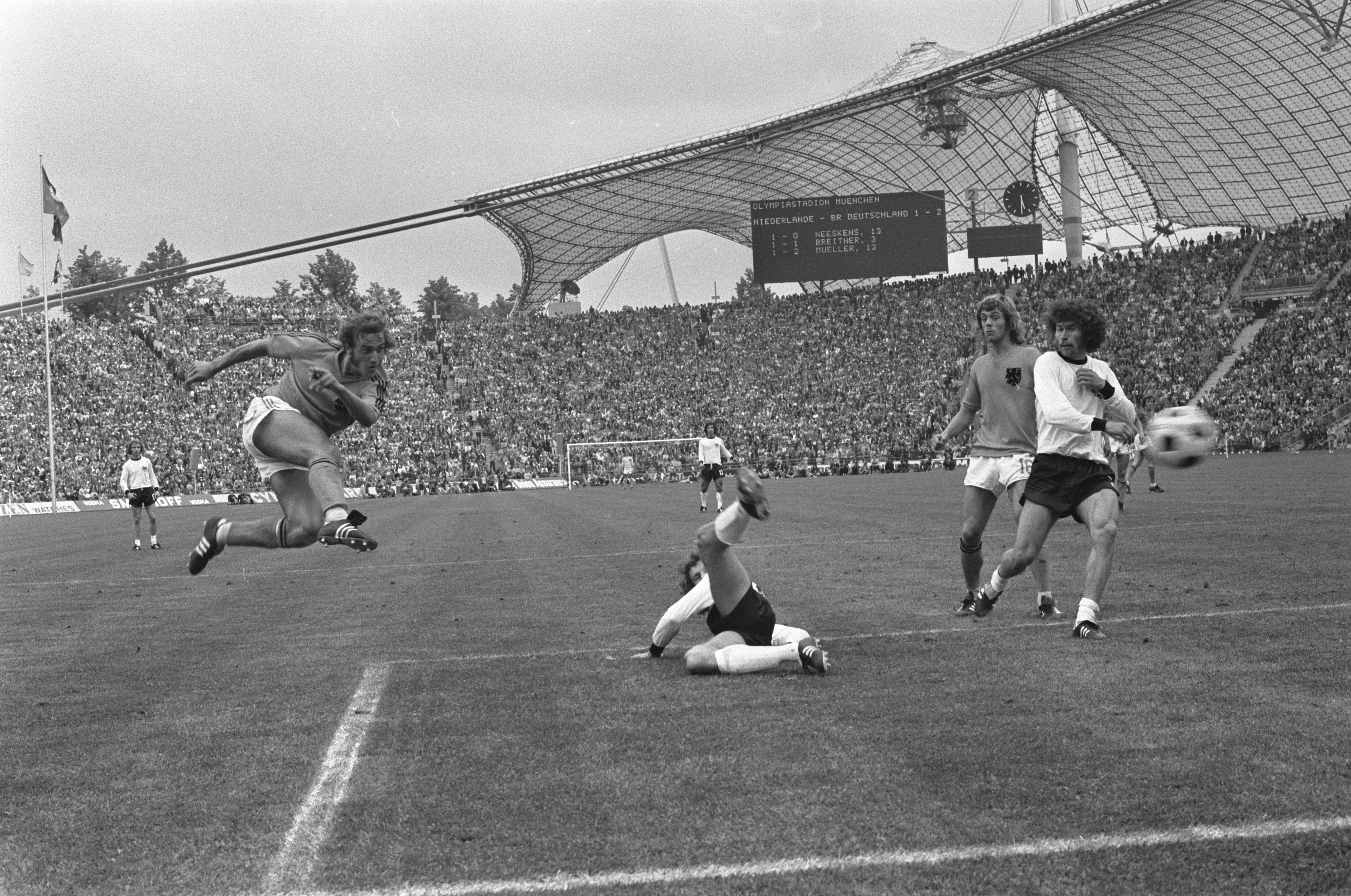
Neeskens (à g.) en position acrobatique de frappe.

Lors de la Coupe du monde 1974, alors que Michels prend en main l'équipe nationale hollandaise, il intègre Neeskens. Bien que relégué dans l'ombre médiatique de Johan Cruyff, l'Amsterdamois est l'un des acteurs majeurs de la sélection néerlandaise, qui perd face au pays hôte allemand (1-2). À 22 ans, son mélange de force et d'élégance est sans pareil. Le rôle plutôt défensif qui lui est confié dans l'entre-jeu ne l'empêche pas de terminer à la deuxième place du classement des buteurs. Il fait remarquer sa force, sa générosité et son agressivité, mais aussi comme stratège de premier ordre,. Johan annonce l'émergence d'un nouveau type de milieu de terrain, capables de tout faire sur un terrain : marquer de près ou de loin, donner la dernière passe, éliminer en un contre un, récupérer le ballon, prendre le meneur de jeu adverse en individuelle ou encore organiser et offrir de la fluidité au jeu. Avec ses favoris, son gabarit robuste et son regard perçant, le Néerlandais intimide plus d'un adversaire.
Sa frappe de balle fait trembler plusieurs fois les filets dans sa carrière. Neeskens possède ainsi une réputation de spécialiste des penalties. Puissantes et précises, ses frappes sont très peu arrêtées.

### Entraîneur
Devenu entraîneur, l'ancien milieu de terrain continue à se faire remarquer par la vigueur. Quelle que soit l'issue de la rencontre, Neeskens laissait toujours toutes ses forces dans la bataille et quitte le terrain en nage. « J'aimais faire le spectacle et gagner », reconnaît l'intéressé.

## Statistiques

### Joueur

#### Statistiques par saison
| Saison                | Club                    | Championnat           | Championnat | Championnat | Championnat | Coupe(s) nationale(s) | Coupe(s) nationale(s) | Coupe(s) nationale(s) | Compétition(s) continentale(s) | Compétition(s) continentale(s) | Compétition(s) continentale(s) | Compétition(s) continentale(s) | Supercoupe de l'UEFA | Supercoupe de l'UEFA | Supercoupe de l'UEFA | Coupe intercontinentale | Coupe intercontinentale | Coupe intercontinentale | Pays-Bas | Pays-Bas | Pays-Bas | Total | Total | Total |
| Saison                | Club                    | Division              | M.          | B.          | P.d.        | M.                    | B.                    | P.d.                  | Comp.                          | M.                             | B.                             | P.d.                           | M.                   | B.                   | P.d.                 | M.                      | B.                      | P.d.                    | M.       | B.       | P.d.     | M.    | B.    | P.d.  |
| 1968-1969             | Racing Club Heemstede   | D2                    | 34          | -           | -           | -                     | -                     | -                     | -                              | -                              | -                              | -                              | -                    | -                    | -                    | -                       | -                       | -                       | -        | -        | -        | 34    | 0     | 0     |
| 1969-1970             | Racing Club Heemstede   | D2                    | 34          | 1           | -           | -                     | -                     | -                     | -                              | -                              | -                              | -                              | -                    | -                    | -                    | -                       | -                       | -                       | -        | -        | -        | 34    | 1     | 0     |
| Sous-total            | Sous-total              | Sous-total            | 68          | 1           | 0           | 0                     | 0                     | 0                     | -                              | 0                              | 0                              | 0                              | 0                    | 0                    | 0                    | 0                       | 0                       | 0                       | 0        | 0        | 0        | 68    | 1     | 0     |
| 1970-1971             | Ajax Amsterdam          | Eredivisie            | 33          | -           | 4           | 6                     | 2                     | -                     | C1                             | 9                              | 2                              | -                              | -                    | -                    | -                    | -                       | -                       | -                       | 4        | -        | -        | 52    | 4     | 4     |
| 1971-1972             | Ajax Amsterdam          | Eredivisie            | 28          | 10          | -           | 5                     | 2                     | 1                     | C1                             | 8                              | -                              | -                              | -                    | -                    | -                    | -                       | -                       | -                       | 2        | 1        | -        | 43    | 13    | 1     |
| 1972-1973             | Ajax Amsterdam          | Eredivisie            | 32          | 7           | -           | 1                     | -                     | -                     | C1                             | 7                              | -                              | -                              | 1                    | -                    | -                    | 2                       | 1                       | -                       | 4        | 4        | -        | 47    | 12    | 0     |
| 1973-1974             | Ajax Amsterdam          | Eredivisie            | 31          | 15          | 4           | 4                     | -                     | -                     | C1                             | 2                              | -                              | -                              | 2                    | 1                    | -                    | -                       | -                       | -                       | 12       | 5        | -        | 51    | 21    | 4     |
| Sous-total            | Sous-total              | Sous-total            | 124         | 32          | 8           | 16                    | 4                     | 1                     | -                              | 26                             | 2                              | 0                              | 3                    | 1                    | 0                    | 2                       | 1                       | 0                       | 22       | 10       | 0        | 193   | 50    | 9     |
| 1974-1975             | FC Barcelone            | Liga                  | 27          | 7           | -           | -                     | -                     | -                     | C1                             | 7                              | 1                              | -                              | -                    | -                    | -                    | -                       | -                       | -                       | 6        | 5        | -        | 40    | 13    | 0     |
| 1975-1976             | FC Barcelone            | Liga                  | 32          | 12          | -           | -                     | -                     | -                     | C3                             | 9                              | 6                              | -                              | -                    | -                    | -                    | -                       | -                       | -                       | 5        | 2        | -        | 46    | 20    | 0     |
| 1976-1977             | FC Barcelone            | Liga                  | 33          | 9           | -           | -                     | -                     | -                     | C3                             | 8                              | 1                              | -                              | -                    | -                    | -                    | -                       | -                       | -                       | 3        | -        | -        | 44    | 10    | 0     |
| 1977-1978             | FC Barcelone            | Liga                  | 18          | 3           | -           | 2                     | -                     | -                     | C3                             | 8                              | 1                              | -                              | -                    | -                    | -                    | -                       | -                       | -                       | 7        | -        | -        | 35    | 4     | 0     |
| 1978-1979             | FC Barcelone            | Liga                  | 31          | 5           | -           | -                     | -                     | -                     | C2                             | 9                              | -                              | -                              | -                    | -                    | -                    | -                       | -                       | -                       | 4        | -        | -        | 44    | 5     | 0     |
| Sous-total            | Sous-total              | Sous-total            | 141         | 36          | 0           | 2                     | 0                     | 0                     | -                              | 41                             | 9                              | 0                              | 0                    | 0                    | 0                    | 0                       | 0                       | 0                       | 25       | 7        | 0        | 209   | 52    | 0     |
| 1979                  | New York Cosmos         | NASL                  | 13          | 4           | 7           | -                     | -                     | -                     | -                              | -                              | -                              | -                              | -                    | -                    | -                    | -                       | -                       | -                       | -        | -        | -        | 13    | 4     | 7     |
| 1980                  | New York Cosmos         | NASL                  | 17          | 4           | 10          | -                     | -                     | -                     | -                              | -                              | -                              | -                              | -                    | -                    | -                    | -                       | -                       | -                       | -        | -        | -        | 17    | 4     | 10    |
| 1981                  | New York Cosmos         | NASL                  | 6           | 2           | -           | -                     | -                     | -                     | -                              | -                              | -                              | -                              | -                    | -                    | -                    | -                       | -                       | -                       | 2        | -        | -        | 8     | 2     | 0     |
| 1982                  | New York Cosmos         | NASL                  | 17          | -           | 3           | -                     | -                     | -                     | -                              | -                              | -                              | -                              | -                    | -                    | -                    | -                       | -                       | -                       | -        | -        | -        | 17    | 0     | 3     |
| 1983                  | New York Cosmos         | NASL                  | 23          | 2           | 7           | -                     | -                     | -                     | -                              | -                              | -                              | -                              | -                    | -                    | -                    | -                       | -                       | -                       | -        | -        | -        | 23    | 2     | 7     |
| 1984                  | New York Cosmos         | NASL                  | 18          | 5           | 1           | -                     | -                     | -                     | -                              | -                              | -                              | -                              | -                    | -                    | -                    | -                       | -                       | -                       | -        | -        | -        | 18    | 5     | 1     |
| Sous-total            | Sous-total              | Sous-total            | 94          | 17          | 28          | 0                     | 0                     | 0                     | -                              | 0                              | 0                              | 0                              | 0                    | 0                    | 0                    | 0                       | 0                       | 0                       | 2        | 0        | 0        | 96    | 17    | 28    |
| 1985                  | FC Groningue            | Eredivisie            | 7           | -           | -           | -                     | -                     | -                     | -                              | -                              | -                              | -                              | -                    | -                    | -                    | -                       | -                       | -                       | -        | -        | -        | 7     | 0     | 0     |
| 1985                  | South Florida Sun (en)  | USL                   | 1           | -           | -           | -                     | -                     | -                     | -                              | -                              | -                              | -                              | -                    | -                    | -                    | -                       | -                       | -                       | -        | -        | -        | 1     | 0     | 0     |
| 1985-1986             | Kansas City Comets (en) | MISL                  | 23          | 1           | 2           | -                     | -                     | -                     | -                              | -                              | -                              | -                              | -                    | -                    | -                    | -                       | -                       | -                       | -        | -        | -        | 23    | 1     | 2     |
| 1987-1988             | FC Baar                 | ?                     | 9           | 1           | -           | -                     | -                     | -                     | -                              | -                              | -                              | -                              | -                    | -                    | -                    | -                       | -                       | -                       | -        | -        | -        | 9     | 1     | 0     |
| 1988-1989             | FC Baar                 | ?                     | 13          | 4           | -           | -                     | -                     | -                     | -                              | -                              | -                              | -                              | -                    | -                    | -                    | -                       | -                       | -                       | -        | -        | -        | 13    | 4     | 0     |
| 1989-1990             | FC Baar                 | ?                     | 1           | -           | -           | -                     | -                     | -                     | -                              | -                              | -                              | -                              | -                    | -                    | -                    | -                       | -                       | -                       | -        | -        | -        | 1     | 0     | 0     |
| Sous-total            | Sous-total              | Sous-total            | 23          | 5           | 0           | 0                     | 0                     | 0                     | -                              | 0                              | 0                              | 0                              | 0                    | 0                    | 0                    | 0                       | 0                       | 0                       | 0        | 0        | 0        | 23    | 5     | 0     |
| 1990-1991             | Zug 94                  | D2                    | 1           | -           | -           | -                     | -                     | -                     | -                              | -                              | -                              | -                              | -                    | -                    | -                    | -                       | -                       | -                       | -        | -        | -        | 1     | 0     | 0     |
| Total sur la carrière | Total sur la carrière   | Total sur la carrière | 235         | 62          | 38          | 18                    | 4                     | 1                     | -                              | 67                             | 10                             | 0                              | 3                    | 1                    | 0                    | 2                       | 1                       | 0                       | 49       | 17       | 0        | 374   | 95    | 39    |

#### Détails des sélections nationales
| Compétition    | Sél. | Buts |
| -------------- | ---- | ---- |
| Match amical   | 15   | 5    |
| Coupe du monde | 12   | 5    |
| Qualif. Euro   | 11   | 3    |
| Qualif. CdM    | 10   | 4    |
| Euro           | 1    | -    |
| Total          | 49   | 17   |

| Sélections par année, | Sélections par année, | Sélections par année, |
| Années                | Matchs                | Buts                  |
| --------------------- | --------------------- | --------------------- |
| 1970                  | 2                     | -                     |
| 1971                  | 3                     | -                     |
| 1972                  | 4                     | 5                     |
| 1973                  | 5                     | 1                     |
| 1974                  | 13                    | 9                     |
| 1975                  | 3                     | 1                     |
| 1976                  | 4                     | 1                     |
| 1977                  | 3                     | -                     |
| 1978                  | 8                     | -                     |
| 1979                  | 2                     | -                     |
| 1981                  | 2                     | -                     |
| Total                 | 49                    | 17                    |

Johan Neeskens joue à quarante-neuf reprises pour l'équipe des Pays-Bas de football avec laquelle  il inscrit dix-sept buts. Après avoir débuté par une défaite (0-1) en qualifications pour le championnat d'Europe 1972 face à l'équipe d'Allemagne de l'Est à Dresde le 11 novembre 1970, il connaît sa première victoire lors de sa seconde cape, le 2 décembre de la même année face à la Roumanie à Amsterdam en match amical (2-0).
Neeskens inscrit son premier but avec les Oranjes lors de sa sixième sélection le 16 février 1972. Les Pays-Bas affrontent la Grèce à Athènes en amical et le milieu de terrain marque pour une large victoire finale (5-0). Il enchaîne lors de sa septième cape le 30 août et une réalisation décisive contre la Tchécoslovaquie (2-1). Lors de son huitième match international, le 1er novembre, Neeskens signe son seul triplé avec sa sélection lors des qualifications pour le Mondial 1974 contre la Norvège (9-0). Auteur de cinq buts en trois sélections, il connaît une période encore plus faste en 1974 entre sa vingtième et sa 26e cape avec huit buts inscrits en sept rencontres, dont cinq lors de la Coupe du monde.
En quarante-neuf sélections, Johan Neeskens connaît trente victoires, neuf matchs nuls et dix défaites, soit 70% de succès. Il connaît sa plus large victoire lors du 9-0 où il l'auteur d'un triplé contre la Norvège fin 1972. Son revers le plus important a lieu le 30 mai 1975 à Belgrade contre la Yougoslavie (0-3) en match amical. Entre sa cinquième sélection le 1er décembre 1971 et son 23e match le 3 juillet 1974, Neeskens est invaincu avec l'équipe des Pays-Bas, soit pendant dix-neuf matchs ou 2 ans et 7 mois.
| Détails des sélections de Johan Neeskens avec les Pays-Bas , | Détails des sélections de Johan Neeskens avec les Pays-Bas , | Détails des sélections de Johan Neeskens avec les Pays-Bas , | Détails des sélections de Johan Neeskens avec les Pays-Bas , | Détails des sélections de Johan Neeskens avec les Pays-Bas , | Détails des sélections de Johan Neeskens avec les Pays-Bas , | Détails des sélections de Johan Neeskens avec les Pays-Bas , |
| #                                                            | Date                                                         | Lieu                                                         | Adversaire                                                   | Score                                                        | Compétition                                                  | Note                                                         |
| ------------------------------------------------------------ | ------------------------------------------------------------ | ------------------------------------------------------------ | ------------------------------------------------------------ | ------------------------------------------------------------ | ------------------------------------------------------------ | ------------------------------------------------------------ |
| 1                                                            | 11 novembre 1970                                             | Dresde                                                       | Allemagne de l'Est                                           | 0-1                                                          | qualif. Euro 1972                                            |                                                              |
| 2                                                            | 2 décembre 1970                                              | Amsterdam                                                    | Roumanie                                                     | 2-0                                                          | A                                                            |                                                              |
| 3                                                            | 24 février 1971                                              | Rotterdam                                                    | Luxembourg                                                   | 6-0                                                          | qualif. Euro 1972                                            |                                                              |
| 4                                                            | 4 avril 1971                                                 | Split                                                        | Yougoslavie                                                  | 0-1                                                          | qualif. Euro 1972                                            |                                                              |
| 5                                                            | 1er décembre 1971                                            | Amsterdam                                                    | Écosse                                                       | 2-1                                                          | A                                                            |                                                              |
| 6                                                            | 16 février 1972                                              | Athènes                                                      | Grèce                                                        | 5-0                                                          | A                                                            | But inscrit                                                  |
| 7                                                            | 30 août 1972                                                 | Prague                                                       | Tchécoslovaquie                                              | 2-1                                                          | A                                                            | But inscrit                                                  |
| 8                                                            | 1er novembre 1972                                            | Rotterdam                                                    | Norvège                                                      | 9-0                                                          | qualif. Mondial 1974                                         | But inscrit · But inscrit · But inscrit                      |
| 9                                                            | 19 novembre 1972                                             | Anvers                                                       | Belgique                                                     | 0-0                                                          | qualif. Mondial 1974                                         |                                                              |
| 10                                                           | 2 mai 1973                                                   | Amsterdam                                                    | Espagne                                                      | 3-2                                                          | A                                                            |                                                              |
| 11                                                           | 22 août 1973                                                 | Amsterdam                                                    | Islande                                                      | 5-0                                                          | qualif. Mondial 1974                                         |                                                              |
| 12                                                           | 29 août 1973                                                 | Deventer                                                     | Islande                                                      | 8-1                                                          | qualif. Mondial 1974                                         | But inscrit                                                  |
| 13                                                           | 10 octobre 1973                                              | Rotterdam                                                    | Pologne                                                      | 1-1                                                          | A                                                            |                                                              |
| 14                                                           | 18 novembre 1973                                             | Amsterdam                                                    | Belgique                                                     | 0-0                                                          | qualif. Mondial 1974                                         |                                                              |
| 15                                                           | 27 mars 1974                                                 | Rotterdam                                                    | Autriche                                                     | 1-1                                                          | A                                                            |                                                              |
| 16                                                           | 26 mai 1974                                                  | Amsterdam                                                    | Argentine                                                    | 4-1                                                          | A                                                            | But inscrit                                                  |
| 17                                                           | 5 juin 1974                                                  | Rotterdam                                                    | Roumanie                                                     | 0-0                                                          | A                                                            |                                                              |
| 18                                                           | 15 juin 1974                                                 | Hannover                                                     | Uruguay                                                      | 2-0                                                          | Coupe du monde 1974                                          |                                                              |
| 19                                                           | 19 juin 1974                                                 | Dortmund                                                     | Suède                                                        | 0-0                                                          | Coupe du monde 1974                                          |                                                              |
| 20                                                           | 23 juin 1974                                                 | Dortmund                                                     | Bulgarie                                                     | 4-1                                                          | Coupe du monde 1974                                          | 5e (pen.) 44e (pen.)                                         |
| 21                                                           | 26 juin 1974                                                 | Gelsenkirchen                                                | Argentine                                                    | 4-0                                                          | Coupe du monde 1974                                          | Averti                                                       |
| 22                                                           | 30 juin 1974                                                 | Gelsenkirchen                                                | Allemagne de l'Ouest                                         | 2-0                                                          | Coupe du monde 1974                                          | 7e                                                           |
| 23                                                           | 3 juillet 1974                                               | Dortmund                                                     | Brésil                                                       | 2-0                                                          | Coupe du monde 1974                                          | 50e                                                          |
| 24                                                           | 7 juillet 1974                                               | Munich                                                       | Allemagne de l'Est                                           | 1-2                                                          | Coupe du monde 1974                                          | 2e (pen.)                                                    |
| 25                                                           | 4 septembre 1974                                             | Stockholm                                                    | Suède                                                        | 5-1                                                          | A                                                            | But inscrit · But inscrit                                    |
| 26                                                           | 25 septembre 1974                                            | Helsinki                                                     | Finlande                                                     | 3-1                                                          | qualif. Euro 1976                                            | But inscrit                                                  |
| 27                                                           | 20 novembre 1974                                             | Rotterdam                                                    | Italie                                                       | 3-1                                                          | qualif. Euro 1976                                            |                                                              |
| 28                                                           | 30 mai 1975                                                  | Belgrade                                                     | Yougoslavie                                                  | 0-3                                                          | A                                                            |                                                              |
| 29                                                           | 10 septembre 1975                                            | Chorzów                                                      | Pologne                                                      | 1-4                                                          | qualif. Euro 1976                                            |                                                              |
| 30                                                           | 15 octobre 1975                                              | Amsterdam                                                    | Pologne                                                      | 3-0                                                          | qualif. Euro 1976                                            | But inscrit                                                  |
| 31                                                           | 25 avril 1976                                                | Rotterdam                                                    | Belgique                                                     | 5-0                                                          | qualif. Euro 1976                                            | But inscrit                                                  |
| 32                                                           | 22 mai 1976                                                  | Brussel                                                      | Belgique                                                     | 2-1                                                          | qualif. Euro 1976                                            |                                                              |
| 33                                                           | 16 juin 1976                                                 | Zagreb                                                       | Tchécoslovaquie                                              | 1-3 ap                                                       | Championnat d'Europe 1976                                    | Carton rouge                                                 |
| 34                                                           | 13 octobre 1976                                              | Rotterdam                                                    | Irlande du Nord                                              | 2-2                                                          | qualif. Mondial 1978                                         |                                                              |
| 35                                                           | 9 février 1977                                               | London                                                       | Angleterre                                                   | 2-0                                                          | A                                                            |                                                              |
| 36                                                           | 26 mars 1977                                                 | Antwerpen                                                    | Belgique                                                     | 2-0                                                          | qualif. Mondial 1978                                         |                                                              |
| 37                                                           | 26 octobre 1977                                              | Amsterdam                                                    | Belgique                                                     | 1-0                                                          | qualif. Mondial 1978                                         |                                                              |
| 38                                                           | 20 mai 1978                                                  | Wien                                                         | Autriche                                                     | 1-0                                                          | A                                                            |                                                              |
| 39                                                           | 3 juin 1978                                                  | Mendoza                                                      | Iran                                                         | 3-0                                                          | Coupe du monde 1978                                          |                                                              |
| 40                                                           | 7 juin 1978                                                  | Mendoza                                                      | Pérou                                                        | 0-0                                                          | Coupe du monde 1978                                          |                                                              |
| 41                                                           | 11 juin 1978                                                 | Mendoza                                                      | Écosse                                                       | 2-3                                                          | Coupe du monde 1978                                          |                                                              |
| 42                                                           | 21 juin 1978                                                 | Buenos Aires                                                 | Italie                                                       | 2-1                                                          | Coupe du monde 1978                                          |                                                              |
| 43                                                           | 25 juin 1978                                                 | Buenos Aires                                                 | Argentine                                                    | 1-3 ap                                                       | Coupe du monde 1978                                          |                                                              |
| 44                                                           | 15 novembre 1978                                             | Rotterdam                                                    | Allemagne de l'Est                                           | 3-0                                                          | qualif. Euro 1980                                            |                                                              |
| 45                                                           | 20 décembre 1978                                             | Düsseldorf                                                   | Allemagne de l'Ouest                                         | 1-3                                                          | A                                                            |                                                              |
| 46                                                           | 28 mars 1979                                                 | Eindhoven                                                    | Suisse                                                       | 3-0                                                          | qualif. Euro 1980                                            |                                                              |
| 47                                                           | 22 mai 1979                                                  | Bern                                                         | Argentine                                                    | 0-0 tab 7-8                                                  | Jubilé FIFA                                                  |                                                              |
| 48                                                           | 14 octobre 1981                                              | Rotterdam                                                    | Belgique                                                     | 3-0                                                          | qualif. Mondial 1982                                         |                                                              |
| 49                                                           | 18 novembre 1981                                             | Paris                                                        | France                                                       | 0-2                                                          | qualif. Mondial 1982                                         |                                                              |

### Entraîneur
| Saison                | Club                  | Championnat           | Championnat | Championnat | Championnat | Coupe(s) nationale(s) | Coupe(s) nationale(s) | Coupe(s) nationale(s) | Compétition(s) continentale(s) | Compétition(s) continentale(s) | Compétition(s) continentale(s) | Compétition(s) continentale(s) | Total | Total    |
| Saison                | Club                  | Division              | Class.      | M.          | V-N-D       | Tour                  | M                     | V-N-D                 | C.                             | Tour                           | M                              | V-N-D                          | M     | V-N-D    |
| --------------------- | --------------------- | --------------------- | ----------- | ----------- | ----------- | --------------------- | --------------------- | --------------------- | ------------------------------ | ------------------------------ | ------------------------------ | ------------------------------ | ----- | -------- |
| 1991-1992             | SC Zoug               | D2                    | 4e/6        | 32          | 12-5-15     | 2e tour               | 1                     | 0-0-1                 | -                              | -                              | -                              | -                              | 33    | 12-5-16  |
| 1992-1993             | SC Zoug               | D3                    | 13e/14      | 26          | 6-6-14      | 2e tour               | 2                     | 1-1-0                 | -                              | -                              | -                              | -                              | 28    | 7-7-14   |
| Sous-total            | Sous-total            | Sous-total            | -           | 58          | 18-11-29    | -                     | 3                     | 1-1-1                 |                                |                                | 0                              | 0                              | 61    | 19-12-30 |
| 1993-1994             | FC Stâfa              |                       |             |             |             |                       |                       |                       | -                              | -                              | -                              | -                              |       |          |
| Sous-total            | Sous-total            | Sous-total            | -           |             |             |                       |                       |                       |                                |                                |                                |                                |       |          |
| 1995-1996             | FC Singen 04          |                       |             |             |             |                       |                       |                       | -                              | -                              | -                              | -                              |       |          |
| Sous-total            | Sous-total            | Sous-total            | -           |             |             |                       |                       |                       |                                |                                |                                |                                |       |          |
| 2000-2001             | NEC Nimègue           | D1                    | 12e/18      | 34          | 9-13-12     | 8e de finale          | 6                     | 5-0-1                 | -                              | -                              | -                              | -                              | 40    | 14-13-13 |
| 2001-2002             | NEC Nimègue           | D1                    | 9e/18       | 34          | 13-6-15     | groupe                | 2                     | 1-1-0                 | -                              | -                              | -                              | -                              | 36    | 14-7-15  |
| 2002-2003             | NEC Nimègue           | D1                    | 5e/18       | 34          | 14-9-11     | 2e tour               | 4                     | 3-0-1                 | -                              | -                              | -                              | -                              | 38    | 17-9-12  |
| 2003-2004             | NEC Nimègue           | D1                    | 14e/18      | 34          | 10-4-20     | quart de finale       | 2                     | 1-1-0                 | C3                             | 1er tour                       | 2                              | 0-0-2                          | 38    | 11-5-22  |
| 2004                  | NEC Nimègue           | D1                    | 13e/18      | 14          | 3-5-6       | 3e tour               | 2                     | 1-0-1                 | CI                             | 2e tour                        | 2                              | 0-1-1                          | 18    | 4-6-8    |
| Sous-total            | Sous-total            | Sous-total            | -           | 150         | 49-37-64    | -                     | 16                    | 11-2-3                | -                              | -                              | 4                              | 0-1-3                          | 170   | 60-40-70 |
| 2011-2012             | Mamelodi Sundowns     | D1                    | 4e/16       | 30          | 14-10-6     | Finale                | 3                     | 1-1-1                 | -                              | -                              | -                              | -                              | 33    | 15-11-7  |
| 2012                  | Mamelodi Sundowns     | D1                    | 15e/16      | 12          | 2-4-6       | quart de finale       | 7                     | 4-1-2                 | -                              | -                              | -                              | -                              | 19    | 6-5-8    |
| Sous-total            | Sous-total            | Sous-total            | -           | 42          | 16-14-12    | -                     | 10                    | 5-2-3                 | -                              | -                              | 0                              | 0                              | 52    | 21-16-15 |
| Total sur la carrière | Total sur la carrière | Total sur la carrière | -           | 192         | 65-41-76    | -                     | 26                    | 16-4-6                | -                              | -                              | 4                              | 0-1-3                          | 222   | 81-56-85 |

## Palmarès

### Trophées collectifs
Avec l'équipe des Pays-Bas, Johan Neeskens est double finaliste de la Coupe du monde en 1974, 1978 ainsi que troisième du Championnat d'Europe 1976.
Son palmarès international en club est plus important avec trois Coupe d'Europe des clubs champions (1971, 1972, 1973) remportées avec l'Ajax ainsi que la Coupe intercontinentale 1972 et deux Supercoupes de l'UEFA. Avec le FC Barcelone, Neeskens remporte la Coupe d'Europe des vainqueurs de coupe 1978-1979. Enfin, avec New-York, le Hollandais remporte la moins prestigieuse Coupe trans-atlantique (en) à trois reprises (1980, 1983 et 1984).
D'un point de vue national, le milieu de terrain est moins en réussite : il remporte deux championnats des Pays-Bas et autant de coupes nationales, une coupe d'Espagne et à deux reprises le championnat des États-Unis.
Son seul fait d'arme en tant qu'entraîneur est la finale perdue de Coupe d'Afrique du Sud avec le Mamelodi Sundowns en 2012.
| Compétitions internationales                                                        | Compétitions internationales de club | Compétitions nationales de club |
| ----------------------------------------------------------------------------------- | --- | --- |
| - Coupe du monde - Finaliste : 1974, 1978 - Championnat d'Europe - Troisième : 1976 | - Coupe intercontinentale (1) - Vainqueur : 1972 avec l'Ajax - Coupe des champions (3) - Vainqueur : 1971, 1972, 1973 avec l'Ajax - Coupe d'Europe des vainqueurs de coupe (1) - Vainqueur : 1979 avec Barcelone - Supercoupe d'Europe (2) - Vainqueur : 1972 (non officiel) et 1973 avec l'Ajax - Coupe trans-atlantique (en) (3) - Vainqueur en 1980, 1983 et 1984 avec New-York - Finaliste en 1981 et 1982 avec New-York | - Championnat des Pays-Bas (2) - Champion : 1972, 1973 avec l'Ajax - Vice-champion : 1971 avec l'Ajax - Coupe des Pays-Bas (2) - Vainqueur : 1971, 1972 avec l'Ajax - Championnat d'Espagne - Vice-champion : 1976, 1977, 1978 avec Barcelone - Coupe d'Espagne (1) - Vainqueur : 1978 avec Barcelone - NASL (2) - Champion : 1980 et 1982 avec New-York - Vice-champion en 1981 avec New-York - NASL indoor : - Vice-champion en 1983-84 avec New-York - Coupe d'Afrique du Sud - Finaliste : 2012 |

### Récompenses individuelles
À l'issue du la Coupe du monde 1974, Johan Neeskens est élu dans l'équipe-type de la compétition et termine second meilleur buteur avec cinq réalisations.
En 1976, le Hollandais reçoit le Prix Don Balón du meilleur joueur étranger du championnat d'Espagne.
En 2004, Neeskens est choisi par Pelé pour faire partie du FIFA 100. Il s'agit d'une liste faite par le Brésilien des 125 footballeurs vivants qu'il considère comme étant les joueurs les plus exceptionnels et les plus talentueux de leur génération.

## Famille et hommage

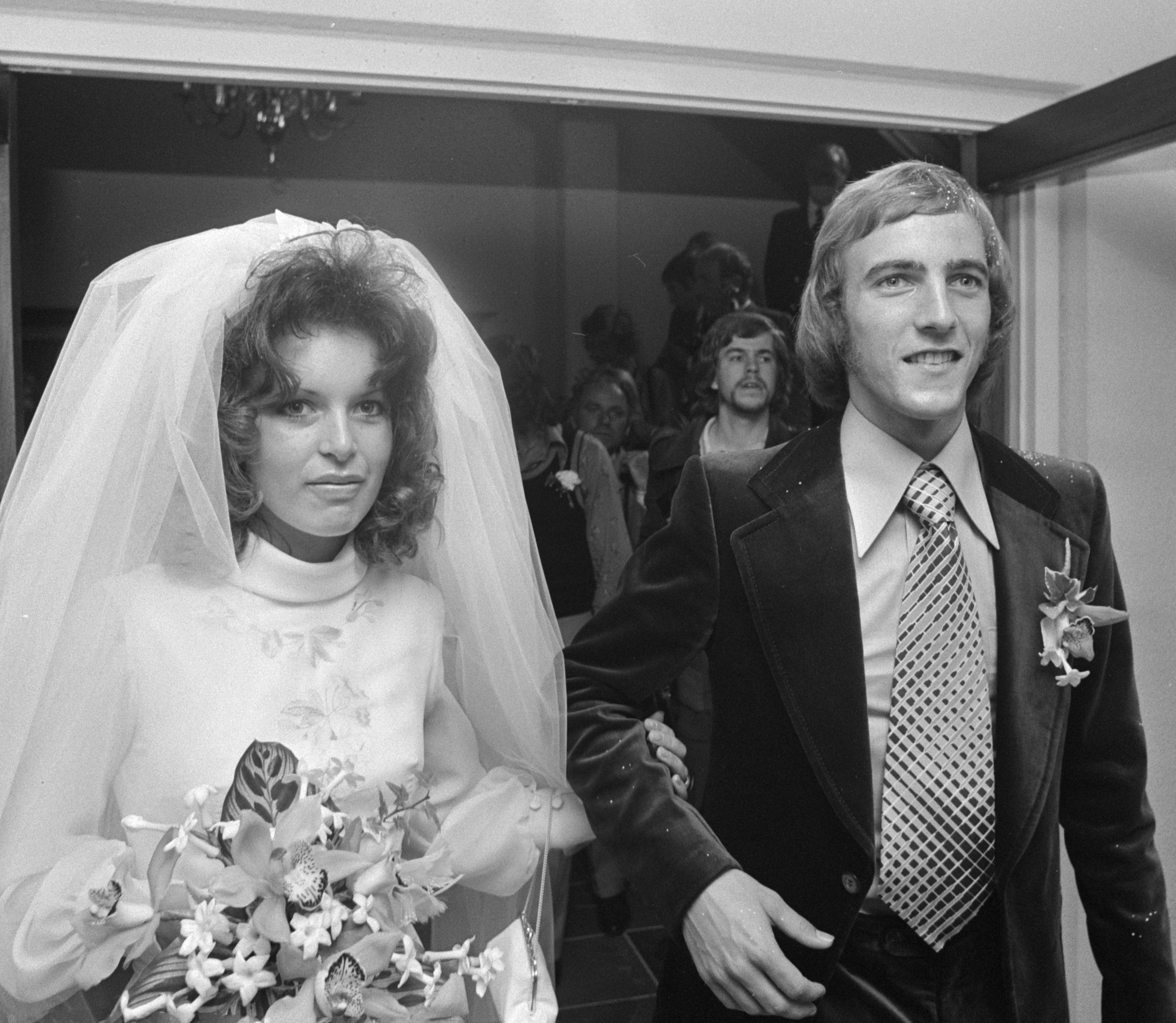
Johan Neeskens et sa femme Marianne Schiphof en 1974.

Johan Neeskens est le beau-père de l'attaquant Ricky van Wolfswinkel, marié à Bianca Neeskens.
Le footballeur Neeskens Kebano doit son prénom à Johan Neeskens, son père étant un grand fan de l'ancien international néerlandais.

Johan Neeskens est le père du chanteur Neeskens.